# Neumático liso

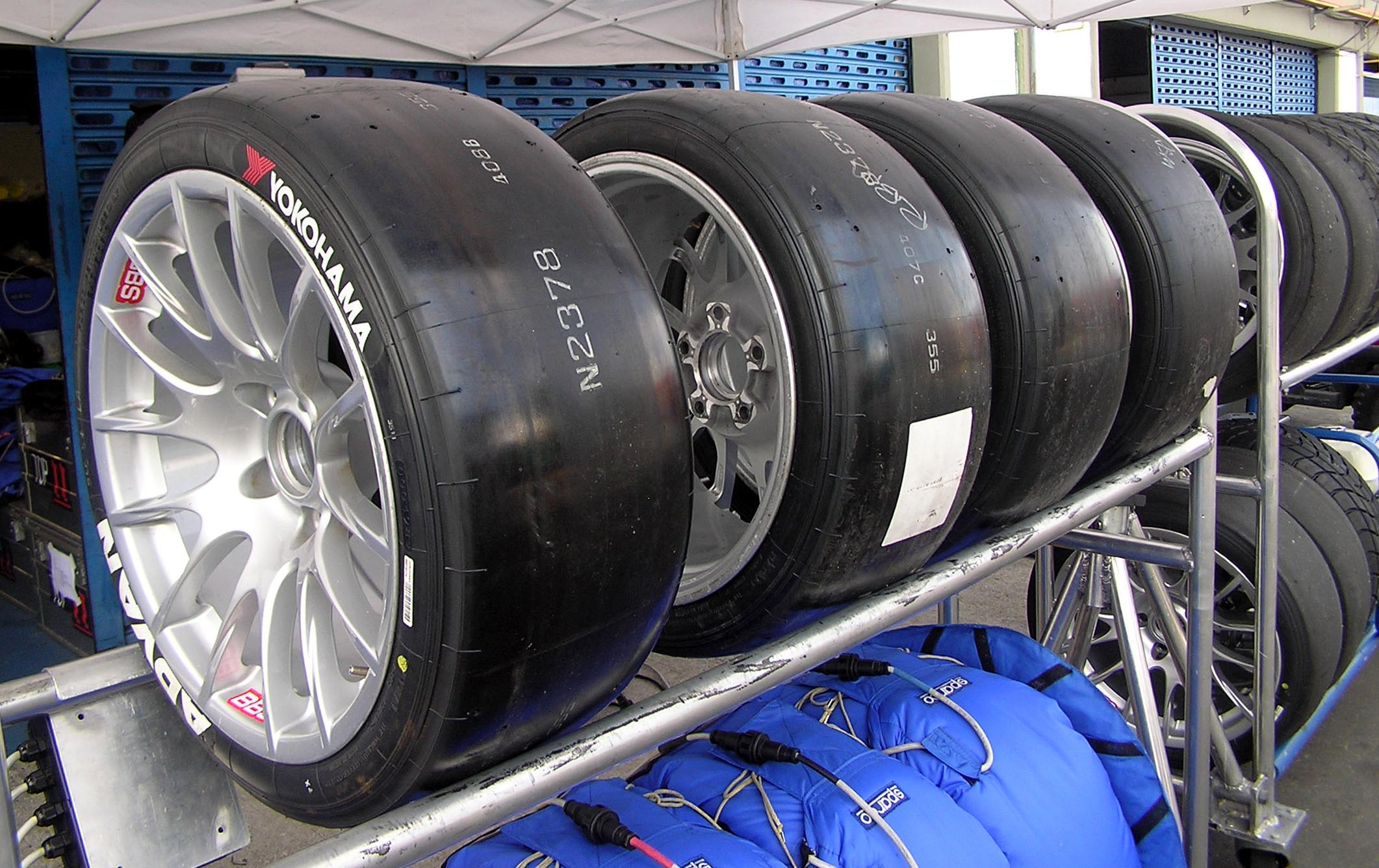
Neumático liso.

El neumático liso, también conocido por su nombre en inglés slick, es un tipo de neumático que carece de dibujo en la banda de rodadura, usado principalmente en competición. Los primeros neumáticos lisos fueron fabricados por M&H Tires, a principios de los años 1950; pensados para su uso en carreras de aceleración. Al eliminar los surcos, el neumático tiene la mayor superficie posible en contacto con la carretera, y maximiza el agarre para cualquier tamaño de neumático. Se usan en las cuatro ruedas para la competición en carretera y circuito, pues tanto dirección, frenado y tracción requieren del máximo agarre posible; pero en carreras de aceleración sólo se usan en las ruedas motrices.
Su uso está prohibido para la carretera abierta, pues un automóvil de turismo debe equipar neumáticos capaces de operar correctamente en cualquier superficie. Por tanto, la utilización de los neumáticos lisos se limitan a la competición, ya que los pilotos pueden disponer de varios juegos de neumáticos durante las carreras y pueden cambiarlos según el estado de la pista.
Al no tener dibujo alguno, las deformaciones sufridas por el peso son mínimas, lo que permite el uso de compuestos más suaves evitando un desgaste y dañado excesivos.
En condiciones de asfalto mojado las ruedas lisas tienen menos agarre que unas con dibujo, tanto en curvas como en rectas.
En 1998, este tipo de neumático se prohibió en la Fórmula 1, aunque se volvió a recuperar en el 2009.